# Полоса 34
«Полоса́ 34» (хинди रनवै 34, англ. Runway 34) — индийский триллер 2022 года на языке хинди, в котором Аджай Девган выступил в качестве режиссёра и продюсера, а также сыграл главную роль. Другие роли исполнили Амитабх Баччан, Ракул Прит Сингх, Боман Ирани, Ангира Дхар, а также Ааканкша Сингх.
Третий режиссёрский проект Аджая Девгана, «Полоса 34», был показан в кинотеатрах 29 апреля 2022 года, что совпало с Курбан-байрамом.

## Сюжет
Фильм вдохновлён реальным событием рейса 9W 555 авиакомпании Jet Airways из Дохи в Кочин, самолёта Boeing 737-800, который чудом спасся 18 августа 2015 года после того, как столкнулся с трудностями при посадке в международном аэропорту Кочин из-за плохой погоды и нечёткой видимости в 5:45 утра, его пришлось перенаправить в международный аэропорт Тривандрам.

## Актёры
- Аджай Девган — капитан Викрант Кханна[8]
- Амитабх Баччан — Нараян Ведант[8]
- Ракул Прит Сингх[англ.] — второй пилот Таня Альбукерке[9].
- Боман Ирани — Нишант Сури, владелец компании Skyline Airway[10].
- Ангира Дхар[англ.] — Радхика Рой, адвокат Викранта[11].
- Ааканкша Сингх[англ.] — Самайра Кханна, жена Викранта[11].
- Аджи Нагар[англ.] в роли самого себя (эпизодическое появление)[11].
- Флора Джейкоб — Альма Астана, умирающая пожилая женщина[8].

## Производство
Изначально фильм назывался «Сигнал бедствия» (англ. Mayday). Официальное объявление о фильме было сделано 7 ноября 2020 г. Съёмки начались 11 декабря 2020 года в Хайдарабаде.
В ноябре 2021 года название будущего фильма было изменено на «Полоса 34». Съёмки фильма были закончены 17 декабря 2021 года.

## Приём

### Сборы
По состоянию на 5 мая 2022 года фильм собрал 264,9 млн ₹ рупий в Индии и 46,4 млн. ₹ рупий за границей, а мировой сбор составил 311,3 млн ₹ рупий.

### Критические отзывы
«Полоса 34» получила смешанные и положительные отзывы критиков. Рачана Дубей из The Times Of India дала фильму оценку 4/5 и написала: «„Полосу 34“ следует испытать из-за того, как она изображает одну из самых страшных и почти катастрофических авиакатастроф за последнее время с привлекательными персонажами, острыми ощущениями и драмой». Швета Кешри из India Today дала фильму оценку 3,5 из 5 и написала: «С „Полосой 34“ Аджай Девган наконец нашёл свой язык как режиссёр после двух предыдущих ужасных попыток». Рохит Бхатнагар из The Free Press Journal дал фильму оценку 3,5 из 5 и написал: «С „Полосой 34“ Аджай Девган, несомненно, нашёл своё место, полное острых ощущений». Нандини Рамнат из Scroll.in дала фильму оценку 3,5 из 5 и написала: «„Полоса 34“ равномерно сбалансирована между нарушителями и обиженными, прежде чем перейти к обороне». Рецензент из DNA India дал фильму оценку 3,5 из 5 и написал: «„Полоса 34“ — сбалансированный фильм с правильным количеством технического, эмоционального содержания и масалы». Таран Адарш из Bollywood Hungama дал фильму оценку 3/5 и написал: «Несмотря на захватывающую первую половину, медленное действие и тяжёлые разговоры во второй половине немного ограничивают Аджая Девгана и Амитабха Баччана в главной роли Rumway 34». Сайбал Чаттерджи из NDTV дал фильму оценку 3/5 и написал: «Аджай Девган, с постоянным выступлением, которое никогда не выходит из поля зрения, приводит в движение „Полосу 34“. Ракул Прит Сингх даёт твёрдый отчёт о себе. Что касается Амитабха Баччана и других актёров, путь пронизан воздушными карманами, вызванными размытым письмом».
Шиладжит Митра из Cinema Express дал фильму оценку 3/5 и написал: «„Полоса 34“ — часто напряжённый, вполне пригодный для использования авиационный триллер, жанр с сомнительной репутацией в кино на хинди». Суканья Верма из Rediff дал фильму оценку 2,5 из 5 и написал: «„Полоса 34“ — это неуклюжий коктейль из голливудских фильмов, приправленный болливудским брендом комплекса Бога». Санджана Джадхав из Pinkvilla поставила фильму оценку 2,5 из 5 и написала: «„Полоса 34“ может быть одноразовым просмотром, но есть и лучшие авиационные драмы, которые вы, возможно, захотите изучить». Шубхра Гупта из The Indian Express дала фильму оценку 2,5 из 5 и написала: «Аджаю Девгану удаётся поставить несколько эффективную часть перед антрактом, несмотря на её неэлегантные подчёркнутые фрагменты, но фильм резко падает из-за проклятия второй половины хитов». Навнит Вьясан из News 18 дал фильму оценку 2,5 из 5 и написал: «Хорошие визуальные эффекты, но персонаж Аджая Девгана кажется избитым, Амитабх Баччан скрепляет сцены расследования».
Анна М. М. Веттикад из Firstpost дала фильму оценку 2,5/5 и написала: «„Полоса 34“ незабываема, потому что в ней отсутствует ощущение безотлагательности, даже когда рассказывается история жизни и смерти». Моника Равал Кукреджа из The Hindustan Times заявила: «Режиссёрский фильм Аджая Девгана, в котором снимались он сам, Амитабх Баччан и Ракул Прит Сингх, представляет собой острую, динамичную авиационную драму, которая в конечном итоге становится отличным кинематографическим опытом на большом экране».

## Музыка
Музыку к фильму написала Джаслин Ройял, слова Адитья Шарма.
| №  | Название                                                     | Исполнители                  | Длительность |
| -- | ------------------------------------------------------------ | ---------------------------- | ------------ |
| 1. | «Митра Ре»                                                   | Ариджит Сингх, Джаслин Ройял | 3:41         |
| 2. | «Осенняя песня»                                              | Джаслин Роял                 | 3:08         |
| 3. | «Не сжигай это» (Музыка Yashraj Mukhate слова Аджая Девгана) | Яш Радж Мухте, Аджай Девган  | 2:21         |
| 4. | «Митра Ре (Reprise)»                                         | Ариджит Сингх, Джаслин Ройял | 3:29         |